# Rodinia
Rodinia ist ein hypothetischer Superkontinent des Proterozoikum. Er soll vor 1,1 Milliarden Jahren entstanden und vor etwa 800 Millionen Jahren zunächst in zwei große Bruchstücke zerbrochen sein. Rodinia wurde von einem einzigen Ozean umgeben, Mirovia.
Der Name stammt vom russischen Wort родина rodina für „Heimatland“ oder родить rodit’ für „gebären“, weil in Rodinia die Kerne aller späteren Kontinente vereinigt waren. Er wurde 1990 von Mark McMenamin und Dianna Schulte McMenamin geprägt.
Die Existenz eines Superkontinents im Neoproterozoikum ist in der Forschung kaum mehr umstritten. Es gibt jedoch zwei fundamental unterschiedliche Konzepte, das Rodinia-Konzept und das Palaeopangaea-Konzept von John D. Piper. Das Rodinia-Konzept ist momentan in der Literatur favorisiert. Die Lage der Kontinente innerhalb Rodinias und die Chronologie sind aber nach wie vor umstritten.

## Anordnung der Landmassen
Das Modell eines Superkontinents Rodinia geht von einer Kontinentkonfiguration aus, bei der Laurentia das Zentrum bildete, um das sich die anderen Kontinente gruppierten. Völlig unterschiedlich ist dagegen das Palaeopangaea-Modell von John D. Piper, das von der Pangaea-ähnlichen Anordnung der Kontinente ausgeht. Inzwischen hat sich auch das Rodinia-Modell in mehrere Varianten differenziert, die in der Literatur mit SWEAT, AUSWUS und AUSMEX bezeichnet werden.
Die SWEAT-Variante (von Southwest US – East Antarctica) geht davon aus, dass sich Antarktika südwestlich an Laurentia anschloss. Australien lag nördlich anschließend an Antarktika.
Die AUSWUS-Variante (von Australien – western US) geht dagegen davon aus, dass Australien damals am Westrand von Laurentia lag. Antarktika lag in derselben Position an Australien wie in der SWEAT-Variante, hatte jedoch durch die weiter südliche Position von Australien keinen direkten Kontakt mit Laurentia.
In der AUSMEX-Variante (von Australien – Mexico) liegt Australien noch weiter südlich von Laurentia (relativ zur heutigen Lage Nordamerikas) und schloss etwa auf der Höhe Mexikos an Laurentia an.
Bogdanova et al. (2009) basierend auf Li et al. (2008) verwirft alle drei Varianten. Beide Arbeiten gehen von einer Rodinia-Konfiguration aus, bei der Südchina an der Westküste Laurentias lag. Teile Südamerikas schlossen an der Ostküste Laurentias an, nördlich davon folgte Baltica. Südlich Laurentias lagen verschiedene Blöcke des späteren Gondwana, nördlich Laurentias lagen Grönland und Sibirien. Die Positionen beziehen sich in etwa auf die Orientierung des heutigen Nordamerika. Dagegen betonen Goodge et al. (2008) wieder das SWEAT-Modell. Es dürfte noch ein langer Weg sein, bevor die Forschung zu einem übereinstimmenden Modell eines Superkontinentes Rodinia kommt.

## Rodinia als erdgeschichtlicher Kontinent
Rodinia entstand durch plattentektonische und orogenetische Prozesse im Zeitraum zwischen 1300 und 900 Millionen Jahren, vor allem durch die großräumige Grenville-Orogenese vor 1250 bis 980 Millionen Jahren, am westlichen und südlichen Rand von Laurentia bzw. Nordamerika von der Labrador-Halbinsel bis Mexiko sowie Nord-Schottland und Baltica.
In Westeuropa entwickelte sich die Dalslandian Orogenese bzw. Svekonorwegische Gebirgsbildung, vor 1140 bis 960 Millionen Jahren, in den Bereichen Südschweden und Südnorwegen. Sie korreliert mit der Grenville-Orogenese.
In Afrika fanden die Kibaran-Orogenese, vor 1,4 bis 1 Milliarde Jahren, im Kongo-Becken und im Namaqua-Natal Gürtel von Südafrika, die Usagara-Ubendian Orogenese sowie die Irumiden Orogenese in Malawi und Sambia statt.
Weitere Orogene bildeten sich in Antarktika, im Indischen Subkontinent und Australia sowie Südamerika (Amazonia).
Beteiligt waren Kontinental-Fragmente des zerfallenen hypothetischen Superkontinents Columbia.
Vor etwa 900 Millionen Jahren waren wahrscheinlich alle kontinentalen Blöcke, die zu dieser Zeit existierten, zu einem Superkontinent vereinigt. Rodinia blieb für etwa 150 Millionen Jahre als Superkontinent bestehen, bevor er in zwei große Blöcke zerfiel (Nordrodinia und Südrodinia). Zwischen 825 und 740 Millionen Jahren war kontinentales Rifting weit verbreitet. Ursache war wahrscheinlich ein Superplume unter Rodinia, worauf episodische Plume-Events um 825, 780 und 750 Millionen Jahren schließen lassen. Im oberen Präkambrium (650–550 Millionen Jahren) kollidierten die drei neoproterozoischen Kontinente Nordrodinia, Südrodinia und der Kongo-Kraton während der Cadomischen Orogenese und bildeten den zweiten neoproterozoischen Superkontinent, Pannotia („Groß-Gondwana“).
Anhand von paleomagnetischen Daten, petrologischen Altersbestimmungen sowie geologischen Korrelationen von Gesteinen, Orogenen, Kontinentaldriften, Riftbildungen und Mantelplumen wurde folgende Synthese über Bildung, Konfiguration und Zerfall von Rodinia aufgestellt.

## Rodinia bildet sich

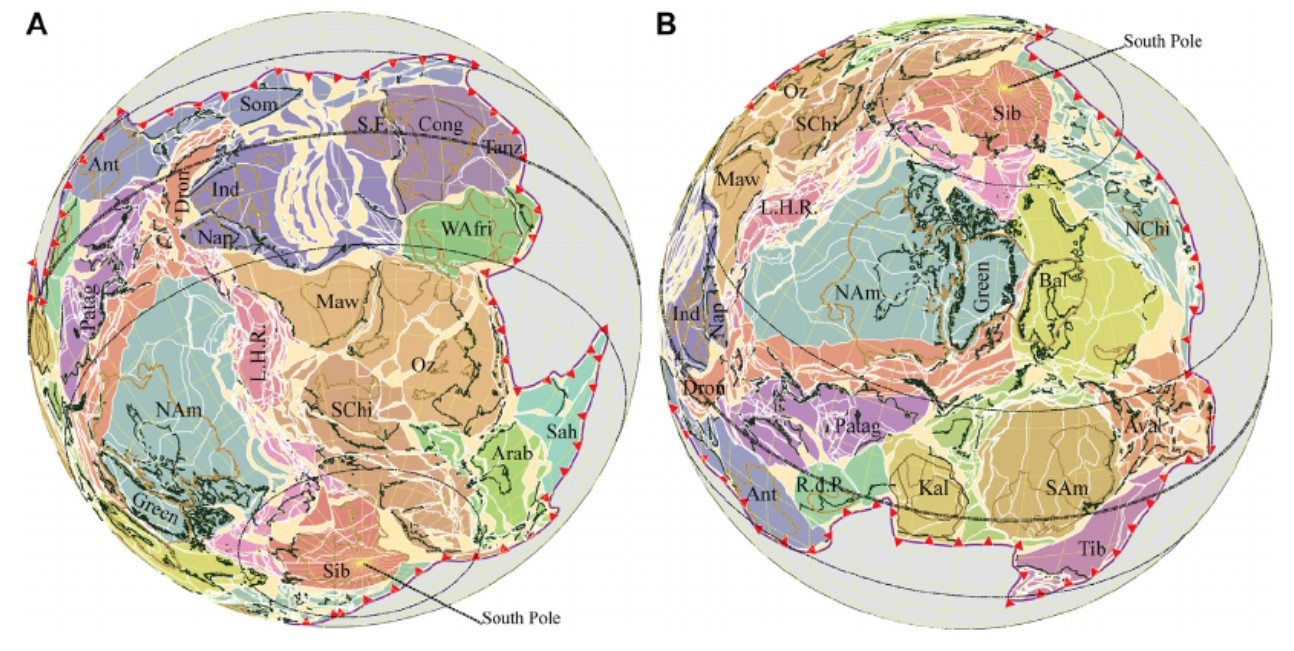
Rodinia vor etwa 900 Millionen Jahren mit Ansichten auf den Nordpol und den Südpol

Bildlegende: Ant: Antarktis; NAm; Nordamerika; SAm: Südamerika; WAfri; Westafrika; Cong: Kongo/Zentralafrika; Arab: Arabien; Aval: Avalonia; Oz: Australien; Bal: Baltica; NChi: Nordchina; SChi: Südchina; Dron: Dronning Maud; Green: Grönland; Ind: Indien; Kal: Kalahari; LHR: Lord Howe Rise; Maw: Mawson; Nap: Napier; Patag: Patagonien; RdP: Río de la Plata; SF:São Fancisco; Sah: Sahara; Sib: Sibirien; Som: Somalia; Tanz: Tansania; Tib: Tibesti.
Um 1100 mya waren die Kontinente Laurentia, Sibiria, die Kratone Nord-China, Cathaysia (Teil des heutigen Süd-China) und wahrscheinlich Rio de la Plata bereits zu einer Landmasse vereinigt, während der Yangtse Kraton begann, mit der Nord-Westseite von Laurentia zu kollidieren. Diese Kratone lagen in nördlichen gemäßigten Breiten.
Alle anderen Kontinentalblöcke (Groß-Indien (Indien mit NO-Madagaskar, Sri Lanka und den Seychellen), Westafrika, Amazonia (Amazonas-Schild), Kalahari, Kongo-São Francisco mit dem Sahara-Metakraton und der Tarim Block) waren von Laurentia noch separiert. Mit Ausnahme von Groß-Indien, das sich in hohen nördlichen Breiten gruppierte, befanden sich die übrigen westlich von Laurentia zwischen höheren nördlichen und südlichen Zonen.
Etwa 1050 mya stieß der Kraton Kalahari westlich mit Laurentia zusammen, und der Yangtse Kraton setzte seine Kollision fort. Laurentia mit den fusionierten Blöcken hatte sich von nördlichen in äquatoriale Breiten bewegt. Groß-Indien, Australia mit Ostantarktika und der Tarim-Block lagen in mittleren bis höheren nördlichen Breiten, während sich Baltica, Westafrika, Amazonia und Kongo-São Francisco mit dem Sahara-Metakraton entgegengesetzt gruppierten. Bis auf Baltica, Westafrika und Amazonia, die sich südlich von Laurentia befanden, lagen die übrigen Blöcke westlich von Laurentia.
Um 1000 mya hatten sich die Kratone Kongo-São Francisco mit dem Sahara-Metakraton, Westafrika sowie Amazonia und Baltica im Westen bis Süden mit Laurentia vereinigt. Diese Konfiguration lag nun in niedrigen südlichen Breiten bis hin zum Südpol. Die weiterhin separaten Blöcke Groß-Indien, Australia mit Ostantarktika sowie der Tarim Block befanden sich in nördlichen subtropischen bis tropischen Zonen.
Vor etwa 900 mya waren mit der Kollision von Groß-Indien, Australia mit Ostantarktika sowie dem Tarim-Block an der Nord-Westseite von Laurentia fast alle größeren kontinentalen Blöcke, die zu dieser Zeit existierten, zu einem Superkontinent vereinigt. Im Bereiche des Sahara-Metakratons entwickelte sich der Arabisch-Nubische Schild. Rodinia gruppierte sich schwerpunktmäßig südlich des Äquators bis zum Südpol.
Obwohl die Existenz von Rodinia unbestritten ist, gibt es über die Kontinentalkonfiguration und geografische Lage mehrere Modelle. Die meisten Rekonstruktionen zeigen den nordamerikanischen Kraton, den späteren Kontinent Laurentia, als Rodinias Kern. Dieser war im Südosten umgeben vom Osteuropäischen Kraton, dem späteren Baltica. Im Süden lagen Amazonia (Amazonas-Schild) und der Kraton Westafrika, während sich im Südwesten die Kratone Rio de la Plata und Kongo-São Francisco befanden. Westlich schlossen sich der Kraton Kalahari, der Sahara-Metakraton und der Arabisch-Nubische Schild an. Nördlich lagen Groß-Indien, Australia mit Ostantarktika sowie der Tarim-Block. Die Positionen von Sibiria sowie der Kratone Nord-China und Süd-China nördlich des Nordamerikanischen Kratons unterscheiden sich stark je nach der Rekonstruktion. Umgeben war Rodinia vom weltumspannenden Ozean Mirovia.

## Zerfall
Der Zerfall Rodinias setzte durch Rifting an verschiedenen Stellen und in unterschiedlichen Zeiträumen ein. Zwischen 870 und 845 mya entstanden diverse größere Intrusionen, die in Süd-China und Afrika sowie in Skandinavien und Schottland nachgewiesen wurden. Diese werden als beginnender Zerfall von Rodinia und Vorzeichen von Plume-Ereignissen angesehen. Der Superkontinent war inzwischen in niedrige nördliche Bereiche gewandert.
Ab 825 mya entwickelte sich ein Superplume in nördlichen polaren Breiten, der etwa 25 my andauerte, gefolgt von Grabenbrüchen in Kontinentalbereichen mit diversen intrakontinentalen Intrusionen. Oberflächennah entstand vermutlich ein Plume-Cluster über größere Bereiche verteilt. Betroffen waren Australia mit Ostantarktika, Süd-China, der Tarim-Block, Kalahari und die Arabisch-Nubischen Terrane. Der Superkontinent war inzwischen in niedrige nördliche Bereiche gewandert und hatte dabei eine Rechtsdrehung um etwa 90 Grad vollzogen.
Ein weiterer Superplume entstand ab 780 mya in äquatorialen Breiten. Die Landmassen von Rodinia lagen nun um den Äquator gruppiert. Eine starke Ozeanbodenspreizung im Westen trennte Groß-Indien und den Arabisch-Nubischen Schild von den übrigen Kontinentalmassen ab.
Ab 750 mya verursachte dieser Superplume auch das Rifting in den westlichen Bereichen. Australia mit Ostantarktika, der Tarim-Block sowie der südwestliche Kraton Kongo-São Francisco mit Meta-Sahara wurden abgetrennt. Ein Triple Junction (Tripelpunkt) erzeugte zudem die Abspaltung des südchinesischen Kratons.
Bis 720 mya hatte sich ein großer Ozean zwischen Australia mit Ostantarktika, Süd-China und der Nordflanke von Laurentia gebildet. Der Kalahari-Kraton sowie Siberia begannen sich von Laurentia zu lösen. Die Kontinentalblöcke lagen weiterhin um den Äquator gruppiert. Der Panthalassa-Ozean öffnete sich, während der Mirovia-Ozean subduzierte. Rodinia war größtenteils wieder zerfallen. Umfangreiche Lavaströme und Vulkanausbrüche wurden auf den meisten Kontinenten gefunden.
Das Weltklima befand sich in einer sogenannten Eishaus-Phase, der Sturtischen Eiszeit, entsprechend der Hypothese Schneeball Erde.
Zwischen 630 und 550 mya lösten sich Amazonia, Siberia, Baltica, Kalahari und Rio de la Plata von Laurentia. Bis auf Nord- und Süd-China, Australia mit Ostantarktika, Groß-Indien und dem Tarim-Block lagen die übrigen Kontinental-Massen in niedrigen südlichen Breiten. Laurentia, Siberia und Baltika befanden sich gegenüber der restlichen Land-Konfiguration.
Ab etwa 600 mya begann sich der nächste Superkontinent Pannotia aus den Rodinia-Fragmenten zu formieren.